# Phycosecis algarum
Phycosecis algarum is een keversoort uit de familie Phycosecidae. De wetenschappelijke naam van de soort is voor het eerst geldig gepubliceerd in 1875 door Pascoe.